# خلعة سلطانية
الخلعة السلطانية هي الملابس التي يلبسها السلاطين في العصور الإسلامية وهي لباس يفصل خصيصاً للسلطان ويكون من أغلى وأجود الخامات ويفصل بدقة وعناية وعادة ما تلبس لمرة واحدة في العمر وينعم بها السلطان بعد ذلك على من يشاء من حاشيته.

## التاريخ
تختلف الخلع السلطانية من عصر إلى آخر حسب غنى هذا العصر ويذكر أنه في ظل الدولة الطولونية في مصر كان يرتدى السلطان ثلاث خلع يومياً ثم يلقى بهم بعد ذلك على الرغم من ثمنهم الباهظ. و قد تم ذكر الخلعة السلطانية في كتب التاريخ كما في المقطع التالي:
"فلبسه جمال الدين محمود، وخطب بثياب السواد على العادة وصلى بالناس الجمعة. فلما انقضت الصلاة أَخرج له الأمير المذكور خلعة سلطانية، وأفاضها عليه ،فسار إلى منزله في موكب جليل وقدم الخبر بأن كبيش بن عجلان سمل أعين جماعة من بني حسن، وهم: أحمد وحسن ابنا ثقبة، ومحمد بن عجلان، وابن أحمد بن ثقبة وعمره نحو اثنتا عشرة سنة، فتغير السلطان على كبيش وابن أخيه محمد بن عجلان."
و بدأ هذا المصطلح في الظهور خلال فترة حكم الدولة العباسية.